# Роуз, Миа (порноактриса)
Миа Роуз (англ. Mia Rose; 30 марта 1987, Саттон, Аляска, США) — американская порноактриса, начавшая сниматься в порнофильмах с 2006 года, с 19 лет. Миа Роуз — младшая сестра порноактрисы Авы Роуз.

## Биография
Сёстры Роуз занимались стриптизом в городе Рино, штат Невада, а затем решили попробовать свои силы в порно. Предложение попробовать себя в съёмках они получили через одну из социальных сетей. Недолго думая, они выложили там откровенную фотосессию для поклонника, а затем переехали в Лос-Анджелес на съёмки в порностудию. Как говорила Миа «Мы же были готовы заниматься сексом в нашей обычной жизни, почему было не попробовать делать это же в порно?». Несколько раз сёстры Роуз принимали участие в съёмках одних и тех же фильмов, но никогда не занимались сексом друг с другом. По утверждению Мии Роуз, до прихода в порноиндустрию у неё было 98 мужчин.

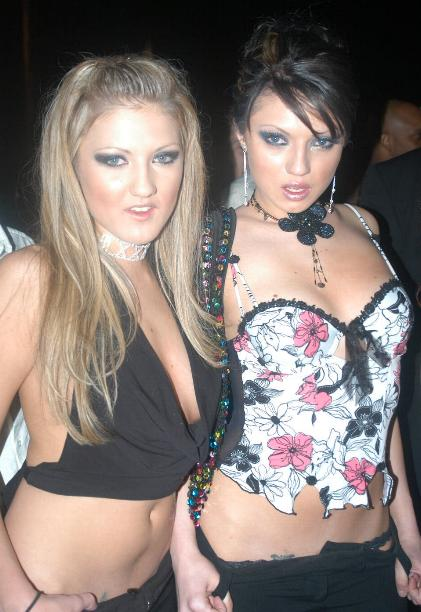
Сёстры Роуз

Миа Роуз делала операцию по корректировке формы носа и для облегчения дыхания.
Любимым партнёром в съёмках называет Мануэля Феррару, а любимой студией Evil Angel.
По данным на 2013 год, Миа Роуз снялась в 98 порнофильмах.

## Премии и номинации
- 2006 XRCO Award — Cream Dream[5]
- 2007 Adultcon Award — Best Actress for an Anal Performance — Own My Ass directed by Jake Malone for Evil Angel[6]
- 2007: VOD Awards — «Best Newcomer»